# Cao Kefei
Cao Kefei (chinesisch 曹克非; * 1964 in Shanghai) ist eine chinesische Theaterregisseurin, Autorin und Übersetzerin. Sie ist in China und Deutschland tätig. Sie ist Leiterin der Pekinger Theatergruppe Ladybird.

## Leben
Cao Kefei studierte zunächst Deutsch an der Technischen Hochschule Shanghai und dann Theaterwissenschaft an der Universität Bern. Darauf folgte ein Regiepraktikum im Schauspielhaus Zürich sowie am Neumarkttheater in Zürich. Sie hat unter anderem Stücke von Thomas Bernhard, Roland Schimmelpfennig, Dea Loher und Marius von Mayenburg ins Chinesische übersetzt. Als erste Regisseurin brachte sie mit Die Macht der Gewohnheit ein Stück von Thomas Bernhard auf eine chinesische Bühne in Peking.
2004 inszenierte Cao Kefei am Pekinger Volkskunsttheater Endstation - Peking, ein Stück ihres Bruders Cao Keyuan (曹克远). Sie beschäftigte sich auch mit dokumentarischen Theaterformen und realisierte mit der Produktion „Together“ ein Projekt über weibliche Biographien im gegenwärtigen China. 2008 hat Cao Kefei mit der Lyrikerin Zhou Zan die Theatergruppe Ladybird in Peking gegründet, welche sich durch den Fokus auf die zeitgenössische Autorinnen und spartenübergreifende Performances profiliert. Im März 2009 führte sie Regie bei der Düsseldorfer Uraufführung von „In die Mitte des Himmels“ des chinesischen Lyrikers Duo Duo. In 2010 inszenierte sie die Uraufführung „Der rundere Mond“ im Schlachthaus Bern. Stets schafft sie mit interdisziplinären Mitteln zwischen Theater und der bildenden Kunst. 2013 war Cao Kefei Gastprofessorin am Institut der angewandten Theaterwissenschaft an der Universität Gießen. 2017 brachte sie in Zusammenarbeit mit Christoph Lepschy und Sabine Heymann das Buch „Zeitgenössisches Theater in China“ heraus.
Seit 2020 beginnt Cao Kefei mit der 14-teiligen dokumentarischen Kurzfilmserie „Fourteen Plainsongs“, die von dem gleichnamigen Gedicht der chinesischen Lyrikerin Zhai Yongming inspiriert wird. Teil I „Yama“ und Teil II „Mengqing“ werden in der Ausstellung „Forming Communities: Berliner Wege - 道法柏林，而游于外“ im Kindl-Zentrum für zeitgenössische Kunst in Berlin präsentiert.
Im Jahr 2023 hat Cao Kefei das Performance-Kollektiv „Nomadic Minutes“ zusammen mit den in Berlin lebenden Philosophin Deng Zhang und Choreographin Niannian Zhou sowie der Theaterautorin Jiayun Zhuang gegründet, die alle chinesische Herkunft haben.
Cao Kefei lebt in Berlin und Peking.

## Inszenierungen
- Auf dem Weg, Zentralakademie für Schauspiel Peking (1998)
- Die Macht der Gewohnheit von Thomas Bernhard (2001)
- Feuergesicht von Marius von Mayenburg, Volkskunsttheater Peking (2004)
- Endstation - Peking von Cao Keyuan (2005), Volkskunsttheater Peking
- Strindberg´s love letter nach dem chinesischen Schriftsteller Han Dong (2006), Volkskunsttheater Peking
- Together vom chinesischen Lyriker Duo Duo, Hebbel am Ufer Berlin (2007)
- Far Away nach der britischen Dramatikerin Caryl Churchill (2009)
- In die Mittel des Himmels von Lyriker Duo Duo, Düsseldorf Schauspielhaus (2009)
- Szenische Lesung Das letzte Feuer von Dea Loher, bei China and Germany New Theater Arts (2009)
- Dokumentarperformance Der rundere Mond, Schlachthaus Theater Bern, Teilnahme an Culturescapes (2010)
- The women Trying To Destroy Ceremony nach zehn chinesischen Lyrikerinnen, in Zusammenarbeit mit Zhai Yongming (2010)
- Riding A Roller Coaster Flying Toward The Future (2011)
- Behold, Tugliz! (2011)
- Live und Virtuell Performance Avatar Tales mit Gesine Danckwart als Ko-Autorin und -Regisseurin(2018)

## Dramaturgie/Text
- Volkswagen Volksrepublik von Rimini Protokoll, Hannover Schauspiel (2014)
- Top Secret International Staat 1 von Rimini Protokoll, Antike am Königsplatz München (2017)
- Von Morgens bis Mitternachts nach dem deutschen Dramatiker Georg Kaiser, Wuzhen Theatre Festival (2019)

## Veröffentlichungen
- Kefei Cao (Hrsg.), Sabine Heymann (Hrsg.), Christoph Lepschy (Hrsg.): Zeitgenössisches Theater in China, Berlin, Alexander Verlag, 2017, ISBN 978-3-89581-346-7